# Boonie Bears: Back to Earth
Boonie Bears: Back to Earth (en chino tradicional, 熊出沒·重返地球; en chino simplificado, 熊出没·重返地球; pinyin, Xióng Chūmò: Chóngfǎn Dìqiú) es una película de comedia de ciencia ficción animada china de 2022, la octava película de la serie Boonie Bears y la película del décimo aniversario de la serie. La película fue dirigida por Lin Huida. Fue lanzada en China el 1 de febrero de 2022.

## Trama
Bramble siempre ha soñado con convertirse en un gran héroe para obtener el reconocimiento de todos, especialmente de su hermano mayor, Briar. Una parte del núcleo alienígena que cayó del cielo destruyó la paz de Pine Tree Mountain, pero inesperadamente, Bramble se fusionó con el núcleo alienígena y se convirtió en un oso con sabiduría y energía alienígenas. Sin embargo, esto también provocó la persecución del «alienígena» Abu que quería recuperar el núcleo. Para hacerlo, Abu causa problemas deliberadamente y pone a los amigos y familiares de Bramble en su contra. Justo cuando Abu estaba a punto de tener éxito, un ataque de un misterioso ejército de alta tecnología interrumpió por completo todos sus planes y puso al equipo de Bramble e incluso a toda la Tierra en grave peligro. En tal terrible situación, Bramble y todos trabajaron juntos para derrotar a los villanos y proteger el nuevo hogar de Abu.

## Elenco de actores de voz
- Zhang Bingjun como Bramble
- Zhang Wei como Briar
- Tan Xiao como Vick
- Li Wanyao como Abu
- Cheng Ziyang
- Liu Siqi

## Lanzamiento
Boonie Bears: Back to Earth se estrenó en cines en China el 1 de febrero de 2022 como parte de la lista de películas del Año Nuevo chino. Las primeras proyecciones oficiales comenzaron los días 15 y 16 de enero.

## Recepción
Escribiendo en The Guardian, Phil Hoad otorgó a la película tres estrellas y consideró que la película carecía de originalidad, comparando sus similitudes visuales y de trama con los Transformers y Kung Fu Panda, pero elogió los detalles de la animación y la comedia, concluyendo que fue «un derroche incoherente, pero orientándose en la dirección correcta». El crítico Rich Cline comentó negativamente sobre el tema subdesarrollado y los «varios momentos en los que todo parece desesperadamente perdido», pero elogió el trabajo de voz, el compromiso y la animación, y en general le dio a la película tres estrellas y media.

### Taquilla
La película recaudó 106 millones de RMB el día de su estreno, la recaudación más alta en un solo día para una película animada del Año Nuevo chino en China. Fue la película animada más taquillera del período del Año Nuevo chino de 2022, recaudando $563 millones de RMB ($89,44 millones de dólares) durante las vacaciones de su primera semana, ganando un primer fin de semana de $249 millones de RMB. El 28 de marzo, superó los 152 millones de dólares convirtiéndose en la película más taquillera de la franquicia Boonie Bears hasta ese momento.